# Mathias Rundgreen
Mathias Rundgreen, född 21 februari 1992, är en norsk längdskidåkare som debuterade i världscupen den 8 mars 2014 i Oslo, Norge. Hans första individuella pallplats i världscupen kom i skiathlon-tävlingen den 4 februari 2017 i Pyeongchang, Sydkorea.